# Kanton Selongey
Kanton Selongey (francouzsky Canton de Selongey) je francouzský kanton v departementu Côte-d'Or v regionu Burgundsko. Tvoří ho osm obcí.

## Obce kantonu
- Boussenois
- Chazeuil
- Foncegrive
- Orville
- Sacquenay
- Selongey
- Vernois-lès-Vesvres
- Véronnes